# Eurolega 2009-2010
L'Eurolega 2009-2010 è stata la 45ª edizione (la 3ª con la denominazione attuale) della massima competizione europea. Il torneo è iniziato il 21 novembre 2009 e si è concluso il 30 maggio 2010 con la final six al Palalido di Valdagno, in Italia.
A vincere il trofeo è stato il Barcellona, al diciannovesimo successo nella manifestazione, che ha battuto in finale il Vic. Gli spagnoli hanno ottenuto la possibilità di sfidare i vincitori della Coppa CERS 2009-2010 nella Coppa Continentale 2010-2011.
Il Reus Deportiu era campione in carica, dopo aver vinto per la settima volta la competizione nella precedente edizione.

## Formula
A partire da questa stagione la competizione vide un nuovo cambiamento nel formato. Nella prima fase i sedici club partecipanti vennero divisi in quattro gruppi da quattro squadre ciascuno i quali vennero disputati tramite la formula del girone all'italiana con gare di andata e ritorno. Le prime classificate si qualificarono direttamente per le final six mentre le seconde classificate si incontrarono in un turno di spareggio per accedere alla fase finale. Nelle final six i sei club partecipanti vennero divisi in due gruppi da tre squadre ciascuno disputati tramite girone all'italiana con gare di sola andata; i due club primi classificati nei rispettivi gironi si incontrarono in finale per l'assegnazione del titolo.

## Date
| Fase                 | Turno                     | Andata           | Ritorno          |
| -------------------- | ------------------------- | ---------------- | ---------------- |
| Fase a gironi        | Prima giornata            | 21 novembre 2009 | 21 novembre 2009 |
| Fase a gironi        | Seconda giornata          | 19 dicembre 2009 | 19 dicembre 2009 |
| Fase a gironi        | Terza giornata            | 16 gennaio 2010  | 16 gennaio 2010  |
| Fase a gironi        | Quarta giornata           | 20 febbraio 2010 | 20 febbraio 2010 |
| Fase a gironi        | Quinta giornata           | 6 marzo 2010     | 6 marzo 2010     |
| Fase a gironi        | Sesta giornata            | 27 marzo 2010    | 27 marzo 2010    |
| Eliminazione diretta | Spareggio 2º classificate | 10 aprile 2010   | 17 aprile 2010   |
| Final Six            | Prima giornata            | 27 maggio 2010   | 27 maggio 2010   |
| Final Six            | Seconda giornata          | 28 maggio 2010   | 28 maggio 2010   |
| Final Six            | Terza giornata            | 29 maggio 2010   | 29 maggio 2010   |
| Final Six            | Finale                    | 30 maggio 2010   | 30 maggio 2010   |

## Squadre partecipanti
| Nazione    | Club              | Città                | Qualificazione                                                                 |
| ---------- | ----------------- | -------------------- | ------------------------------------------------------------------------------ |
| Francia    | Quévert           | Quévert              |                                                                                |
| Francia    | SCRA Saint-Omer   | Saint-Omer           |                                                                                |
| Germania   | Iserlohn          | Iserlohn             |                                                                                |
| Germania   | Weil              | Weil am Rhein        |                                                                                |
| Italia     | Bassano 54        | Bassano del Grappa   | 2º in Serie A1 2008-2009, vince i play-off, campione d'Italia                  |
| Italia     | CGC Viareggio     | Viareggio            | 3º in Serie A1 2008-2009, semifinale dei play-off                              |
| Italia     | Follonica         | Follonica            | 1º in Serie A1 2008-2009, finale dei play-off                                  |
| Italia     | Marzotto Valdagno | Valdagno             | 4º in Serie A1 2008-2009, semifinale dei play-off                              |
| Portogallo | Candelária        | Madalena             | 5º in 1ª Divisão 2008-2009, quarti di finale dei play-off                      |
| Portogallo | Porto             | Porto                | 1º in 1ª Divisão 2008-2009, vince i play-off, campione del Portogallo          |
| Spagna     | Barcellona        | Barcellona           | 1º in OK Liga 2009-2010, vince i play-off, campione di Spagna                  |
| Spagna     | Lloret            | Lloret de Mar        | 7º in OK Liga 2009-2010, quarti di finale dei play-off                         |
| Spagna     | Mataró            | Matarò               | 14º in OK Liga 2009-2010                                                       |
| Spagna     | Noia              | Sant Sadurní d'Anoia | 5º in OK Liga 2009-2010, quarti di finale dei play-off                         |
| Spagna     | Reus Deportiu     | Reus                 | Campione d'Europa in carica e 4º in OK Liga 2009-2010, semifinale dei play-off |
| Spagna     | Vic               | Vic                  | 2º in OK Liga 2009-2010, semifinale dei play-off                               |

## Risultati

### Fase a gironi

#### Girone A
| Squadra         | Pt | G | V | N | P | GF | GS | DG  |
| --------------- | -- | - | - | - | - | -- | -- | --- |
| Vic             | 16 | 6 | 5 | 1 | 0 | 22 | 9  | +13 |
| Follonica       | 9  | 6 | 3 | 0 | 3 | 23 | 17 | +6  |
| Mataró          | 6  | 6 | 2 | 0 | 4 | 15 | 27 | -12 |
| SCRA Saint-Omer | 4  | 6 | 1 | 1 | 4 | 15 | 22 | -7  |

| Follonica 21 novembre 2009 1ª giornata | Follonica | 2 – 5 | Vic | Pista Armeni |

| Saint-Omer 21 novembre 2009 1ª giornata | SCRA Saint-Omer | 4 – 2 | Mataró | Salle des Sports du Brockus |

| Mataró 19 dicembre 2009 2ª giornata | Mataró | 4 – 1 | Follonica | Poliesportiu Jaume Parera |

| Vic 19 dicembre 2009 2ª giornata | Vic | 3 – 1 | SCRA Saint-Omer | Pavelló Olímpic |

| Saint-Omer 16 gennaio 2010 3ª giornata | SCRA Saint-Omer | 3 – 4 | Follonica | Salle des Sports du Brockus |

| Vic 16 gennaio 2010 3ª giornata | Vic | 5 – 2 | Mataró | Pavelló Olímpic |

| Mataró 20 febbraio 2010 4ª giornata | Mataró | 5 – 3 | SCRA Saint-Omer | Poliesportiu Jaume Parera |

| Vic 20 febbraio 2010 4ª giornata | Vic | 2 – 1 | Follonica | Pavelló Olímpic |

| Follonica 6 marzo 2010 5ª giornata | Follonica | 9 – 1 | Mataró | Pista Armeni |

| Saint-Omer 6 marzo 2010 5ª giornata | SCRA Saint-Omer | 2 – 2 | Vic | Salle des Sports du Brockus |

| Follonica 27 marzo 2010 6ª giornata | Follonica | 6 – 2 | SCRA Saint-Omer | Pista Armeni |

| Mataró 27 marzo 2010 6ª giornata | Mataró | 1 – 5 | Vic | Poliesportiu Jaume Parera |

#### Girone B
| Squadra       | Pt | G | V | N | P | GF | GS | DG  |
| ------------- | -- | - | - | - | - | -- | -- | --- |
| Noia          | 13 | 6 | 4 | 1 | 1 | 23 | 18 | +5  |
| Reus Deportiu | 13 | 6 | 4 | 1 | 1 | 24 | 11 | +13 |
| Candelária    | 9  | 6 | 3 | 0 | 3 | 23 | 21 | +2  |
| Weil          | 0  | 6 | 0 | 0 | 6 | 11 | 31 | -20 |

| Sant Sadurní d'Anoia 21 novembre 2009 1ª giornata | Noia | 3 – 2 | Reus Deportiu | Pavelló Ateneu Agrícola |

| Weil am Rhein 21 novembre 2009 1ª giornata | Weil | 2 – 6 | Candelária | Rollsporthalle |

| Madalena 19 dicembre 2009 2ª giornata | Candelária | 7 – 2 | Noia | Pavilhão da Candelária |

| Reus 19 dicembre 2009 2ª giornata | Reus Deportiu | 7 – 0 | Weil | Pavelló Olímpic |

| Sant Sadurní d'Anoia 16 gennaio 2010 3ª giornata | Noia | 4 – 3 | Weil | Pavelló Ateneu Agrícola |

| Reus 16 gennaio 2010 3ª giornata | Reus Deportiu | 5 – 1 | Candelária | Pavelló Olímpic |

| Madalena 20 febbraio 2010 4ª giornata | Candelária | 6 – 4 | Weil | Pavilhão da Candelária |

| Reus 20 febbraio 2010 4ª giornata | Reus Deportiu | 4 – 4 | Noia | Pavelló Olímpic |

| Sant Sadurní d'Anoia 6 marzo 2010 5ª giornata | Noia | 5 – 1 | Candelária | Pavelló Ateneu Agrícola |

| Weil am Rhein 6 marzo 2010 5ª giornata | Weil | 1 – 3 | Reus Deportiu | Rollsporthalle |

| Madalena 27 marzo 2010 6ª giornata | Candelária | 2 – 3 | Reus Deportiu | Pavilhão da Candelária |

| Weil am Rhein 27 marzo 2010 6ª giornata | Weil | 1 – 5 | Noia | Rollsporthalle |

#### Girone C
| Squadra    | Pt | G | V | N | P | GF | GS | DG  |
| ---------- | -- | - | - | - | - | -- | -- | --- |
| Barcellona | 18 | 6 | 6 | 0 | 0 | 36 | 6  | +30 |
| Lloret     | 10 | 6 | 3 | 1 | 2 | 25 | 20 | +5  |
| Bassano 54 | 7  | 6 | 2 | 1 | 3 | 27 | 33 | -6  |
| Quévert    | 0  | 6 | 0 | 0 | 6 | 13 | 32 | -29 |

| Lloret de Mar 21 novembre 2009 1ª giornata | Lloret | 6 – 5 | Bassano 54 | Pavelló Municipal |

| Dinan 21 novembre 2009 1ª giornata | Quévert | 0 – 3 | Barcellona | Salle Némée |

| Bassano del Grappa 19 dicembre 2009 2ª giornata | Bassano 54 | 6 – 3 | Quévert | PalaSind |

| Barcellona 19 dicembre 2009 2ª giornata | Barcellona | 4 – 0 | Lloret | Palau Blaugrana |

| Barcellona 16 gennaio 2010 3ª giornata | Barcellona | 9 – 3 | Bassano 54 | Palau Blaugrana |

| Dinan 16 gennaio 2010 3ª giornata | Quévert | 2 – 3 | Lloret | Salle Némée |

| Bassano del Grappa 20 febbraio 2010 4ª giornata | Bassano 54 | 6 – 6 | Lloret | PalaSind |

| Barcellona 20 febbraio 2010 4ª giornata | Barcellona | 10 – 1 | Quévert | Palau Blaugrana |

| Lloret de Mar 6 marzo 2010 5ª giornata | Lloret | 2 – 6 | Barcellona | Pavelló Municipal |

| Dinan 6 marzo 2010 5ª giornata | Quévert | 5 – 7 | Bassano 54 | Salle Némée |

| Bassano del Grappa 27 marzo 2010 6ª giornata | Bassano 54 | 0 – 4 | Barcellona | PalaSind |

| Lloret de Mar 27 marzo 2010 6ª giornata | Lloret | 3 – 2 | Quévert | Pavelló Municipal |

#### Girone D
| Squadra           | Pt | G | V | N | P | GF | GS | DG  |
| ----------------- | -- | - | - | - | - | -- | -- | --- |
| Marzotto Valdagno | 13 | 6 | 4 | 1 | 1 | 34 | 18 | +16 |
| Porto             | 10 | 6 | 3 | 1 | 2 | 38 | 21 | +17 |
| CGC Viareggio     | 8  | 6 | 2 | 2 | 2 | 22 | 24 | -2  |
| Iserlohn          | 3  | 6 | 1 | 0 | 5 | 13 | 44 | -29 |

| Valdagno 21 novembre 2009 1ª giornata | Marzotto Valdagno | 3 – 5 | CGC Viareggio | Palalido |

| Porto 21 novembre 2009 1ª giornata | Porto | 15 – 3 | Iserlohn | Dragão Caixa |

| Viareggio 19 dicembre 2009 2ª giornata | CGC Viareggio | 1 – 1 | Porto | PalaBarsacchi |

| Iserlohn 19 dicembre 2009 2ª giornata | Iserlohn | 0 – 10 | Marzotto Valdagno | Hembergsporthalle |

| Iserlohn 16 gennaio 2010 3ª giornata | Iserlohn | 4 – 3 | CGC Viareggio | Hembergsporthalle |

| Porto 16 gennaio 2010 3ª giornata | Porto | 3 – 5 | Marzotto Valdagno | Dragão Caixa |

| Viareggio 20 febbraio 2010 4ª giornata | CGC Viareggio | 4 – 4 | Marzotto Valdagno | PalaBarsacchi |

| Iserlohn 20 febbraio 2010 4ª giornata | Iserlohn | 1 – 6 | Porto | Hembergsporthalle |

| Valdagno 6 marzo 2010 5ª giornata | Marzotto Valdagno | 7 – 3 | Iserlohn | Palalido |

| Porto 6 marzo 2010 5ª giornata | Porto | 10 – 6 | CGC Viareggio | Dragão Caixa |

| Viareggio 27 marzo 2010 6ª giornata | CGC Viareggio | 3 – 2 | Iserlohn | PalaBarsacchi |

| Valdagno 27 marzo 2010 6ª giornata | Marzotto Valdagno | 5 – 3 | Porto | Palalido |

### Turno di spareggio tra le seconde classificate
| Squadra 1     | Totale | Squadra 2 | Andata | Ritorno |
| ------------- | ------ | --------- | ------ | ------- |
| Follonica     | 6 - 11 | Porto     | 4 - 6  | 2 - 5   |
| Reus Deportiu | 9 - 6  | Lloret    | 5 - 1  | 4 - 5   |

#### Andata
| Follonica 10 aprile 2010 | Follonica | 4 – 6 | Porto | Pista Armeni |

| Reus 10 aprile 2010 | Reus Deportiu | 5 – 1 | Lloret | Pavelló Olímpic |

#### Ritorno
| Porto 17 aprile 2010 | Porto | 5 – 2 | Follonica | Dragão Caixa |

| Lloret de Mar 17 aprile 2010 | Lloret | 5 – 4 | Reus Deportiu | Pavelló Municipal |

### Final Six
Le Final Six della manifestazione si sono disputate presso il Palalido a Valdagno dal 27 al 30 maggio 2010.
Girone A
| Squadra           | Pt | G | V | N | P | GF | GS | DG  |
| ----------------- | -- | - | - | - | - | -- | -- | --- |
| Barcellona        | 4  | 2 | 1 | 1 | 0 | 15 | 7  | +8  |
| Porto             | 4  | 2 | 1 | 1 | 0 | 8  | 6  | +2  |
| Marzotto Valdagno | 0  | 2 | 0 | 0 | 2 | 5  | 15 | -10 |

Girone B
| Squadra       | Pt | G | V | N | P | GF | GS | DG |
| ------------- | -- | - | - | - | - | -- | -- | -- |
| Vic           | 4  | 2 | 1 | 1 | 0 | 9  | 8  | +1 |
| Reus Deportiu | 3  | 2 | 1 | 0 | 1 | 9  | 7  | +2 |
| Noia          | 1  | 2 | 0 | 1 | 1 | 8  | 11 | -3 |

Finale
| Valdagno 30 maggio 2010 | Barcellona   | 4 – 1 | Vic | Palalido\| Arbitri: \| Fermi Lamela \| |
| Arbitri:                | Fermi Lamela |       |     |                                        |